# Saison 2 de Ma famille d'abord
Chronologie
Saison 1 Saison 3
Cet article présente les épisodes de la deuxième saison de la série télévisée Ma famille d'abord (My Wife and Kids).

## Distribution
- Damon Wayans (VF : Stéphane Ronchewski) : Michael Richard Kyle
- Tisha Campbell (VF : Ninou Fratellini) : Janet Marie Thomas Kyle (Jay en VO)
- George O. Gore II (VF : Alexandre Nguyen) : Michael Richard Kyle Jr.
- Jennifer Nicole Freeman (VF : Adeline Chetail)  : Claire Marie Kyle
- Parker McKenna Posey (VF : Audrey Benayoun) : Kady Melissa Jane Kyle

## Liste des épisodes

### Épisode 1:Dur dur d'être maman!, première partie
- États-Unis : 26 septembre 2001 sur ABC
- France : 26 novembre 2003 sur M6

- Raven-Symoné (Charmaine)
- Damon Wayans Jr. (John)
- Michael Wayans (en) (Mike)
- Michael James Johnson (Jamaal)
- Tanner Scott Richard (Junior à 10 ans)

### Épisode 2:Dur dur d'être maman!, deuxième partie
- États-Unis : 26 septembre 2001 sur ABC
- France : 27 novembre 2003 sur M6

- Shaquille O'Neal (lui-même)
- Phil Reeves (le docteur)
- Raven-Symoné (Charmaine)
- Gary Coleman (lui-même)
- Damon Wayans Jr. (John)
- Michael Wayans (en) (Mike)
- Michael James Johnson (Jamaal)
- Buddy Johnson (Buddy)
- James Widdoes (l'homme)

### Épisode 3:La Loi de la jungle
- États-Unis : 10 octobre 2001 sur ABC
- France : 28 novembre 2003 sur M6

### Épisode 4:Père et Impairs
- États-Unis : 3 octobre 2001 sur ABC
- France : 1er décembre 2003 sur M6

- Gary Coleman (lui-même)
- Phil Reeves (Dr Klieger)
- Shaquille O'Neal (Shaq)
- Rachel Nicole Bridges (Renee)
- Keeira Lyn Ford (Allison)
- Olivia Milo Pence (Gandice)
- Laura Savery (Shandray)

### Épisode 5:Bonjour, rondeurs!
- États-Unis : 17 octobre 2001 sur ABC
- France : 2 décembre 2003 sur M6

- Anthony Anderson (Dr Bouche)

### Épisode 6:Telle est prise qui croyait prendre
- États-Unis : 24 octobre 2001 sur ABC
- France : 3 décembre 2003 sur M6

- Rudee Lipscomb (Erica)
- Cara Mia Wayans (en) (Shante)

### Épisode 7:Jardin secret
- États-Unis : 31 octobre 2001 sur ABC
- France : 4 décembre 2003 sur M6

- Lou Rawls (lui-même)
- Phil Reeves (Dr Klieger)
- Amy Hill (infirmière Lorraine)
- Buddy Johnson (policier)

### Épisode 8:Punition au citron
- États-Unis : 7 novembre 2001 sur ABC
- France : 5 décembre 2003 sur M6

- Amy Hill (Lorraine)
- Buddy Johnson (policier)
- Beth Payne (Jackie)

### Épisode 9:Mère au foyer
- États-Unis : 14 novembre 2001 sur ABC
- France : 8 décembre 2003 sur M6

- Lee Arenberg (M. Anderson)
- Jim Vallely (en) (Jimmy)
- Maggie Rowe (fille du Yoga)

### Épisode 10:Souriez vous êtes filmés
- États-Unis : 21 novembre 2001 sur ABC
- France : 9 décembre 2003 sur M6

- Anthony Anderson (Dr Bouche)
- Philip Daniel Bolden (en) (Devon)
- Cara Mia Wayans (en) (Shante)

### Épisode 11:Voisins voyeurs
- États-Unis : 28 novembre 2001 sur ABC
- France : 10 décembre 2003 sur M6

- Andrew McFarlane (Tony)
- James Widdoes (Larry)
- Heather Stone (Janis)

### Épisode 12:Les affaires sont les affaires
- États-Unis : 12 décembre 2001 sur ABC
- France : 11 décembre 2003 sur M6

- Damon Wayans Jr. (John)
- Rudee Lipscomb (Erica)
- Melissa Miller (Melissa)
- Megan Miller (Megan)

### Épisode 13:Le Démon du jeu
- États-Unis : 16 janvier 2002 sur ABC
- France : 12 décembre 2003 sur M6

- Jason Stuart (en) (Dr Thomas)
- Kristen Wilson (Dr Cooper Madison)
- Kevin Knotts (le serveur)

### Épisode 14:Dehors!
- États-Unis : 23 janvier 2002 sur ABC
- France : 15 décembre 2003 sur M6

- Thea Vidale (en) (tante Evelyn)

### Épisode 15:Un voyage d'enfer
- États-Unis : 30 janvier 2002 sur ABC
- France : 16 décembre 2003 sur M6

- Bill Macy (serveur de fast-food)
- Patty Ross (femme policier)
- Johnny C. Pruitt (agent de police)
- Heather Stone (voix électronique)

### Épisode 16:Une table pour deux de trop, première partie
- États-Unis : 6 février 2002 sur ABC
- France : 17 décembre 2003 sur M6

- Larry Miller (M. Tyler)
- Kelly Coffield Park (Mme Tyler)
- Lauren Tom (serveuse)
- Marina Malota (Lisa)
- Andy Morrow (Jason)

### Épisode 17:Une table pour deux de trop, deuxième partie
- États-Unis : 6 février 2002 sur ABC
- France : 18 décembre 2003 sur M6

- Larry Miller (M. Tyler)
- Kelly Coffield Park (Mme Tyler)
- Lauren Tom (serveuse)
- Marina Malota (Lisa)
- Andy Morrow (Jason)
- Jonathan Schmock (directeur)

### Épisode 18:Surveillance rapprochée
- États-Unis : 13 février 2002 sur ABC
- France : 19 décembre 2003 sur M6

- Andrew McFarlane (Tony)
- Stuart Nixon (vendeur de sucreries)

### Épisode 19:Famille modèle
- États-Unis : 22 février 2002 sur ABC
- France : 22 décembre 2003 sur M6

- Charles Robinson (Joe)
- Denise Nicholas (Ann)
- Sterling Victorian (Lorraine)

### Épisode 20:L'Œil au beurre noir
- États-Unis : 27 février 2002 sur ABC
- France : 23 décembre 2003 sur M6

- Andrew McFarlane (Tony)
- Damon Wayans Jr. (John)
- Michael Wayans (en) (Mike)
- Philip Daniel Bolden (en) (Devon)

### Épisode 21:Goal!!!
- États-Unis : 4 mars 2002 sur ABC
- France : 24 décembre 2003 sur M6

- Jessica Sara (Melissa)
- Bruce Fine (Inga)
- Brandee Benson (Brandee)

### Épisode 22:Pieds et poings liés
- États-Unis : 20 mars 2002 sur ABC
- France : 25 décembre 2003 sur M6

- DeRay Davis (RJ)

### Épisode 23:Graine de génie
- États-Unis : 27 mars 2002 sur ABC
- France : 26 décembre 2003 sur M6

### Épisode 24:Mauvais Joueur
- États-Unis : 3 avril 2002 sur ABC
- France : 29 décembre 2003 sur M6

- Phil Reeves (Dr Klieger)
- Jason Stuart (en) (Dr Thomas)

### Épisode 25:Nouveau Look
- États-Unis : 1er mai 2002 sur ABC
- France : 30 décembre 2003 sur M6

- Kym Whitley (en) (Wanda)
- Nicole Prescott (Susan)
- Jessica Sara (Melissa)
- Damon Wayans Jr. (John)
- Michael Wayans (en) (Mike)
- Diane Bliss (Mme Miller)
- Jennia Fredrique (Jennifer)
- Joy Leslie Hadnott (Denise)
- Carla Mackauf (Kelly)

### Épisode 26:Bowling
- États-Unis : 8 mai 2002 sur ABC
- France : 31 décembre 2003 sur M6

- Larry Miller (M. Tyler)
- Kelly Coffield Park (Helen Tyler)
- Darrel Heath (Phillip)
- Marina Malota (Lisa)
- Jerry Trainor (joueur de bowling)
- Andy Morrow (Jason)
- Mickey Hawtrey (Klington)

### Épisode 27:Permis de conduire
- États-Unis : 15 mai 2002 sur ABC
- France : 1er janvier 2004 sur M6

### Épisode 28:Anniversaire de mariage, première partie
- États-Unis : 22 mai 2002 sur ABC
- France : 2 janvier 2004 sur M6

- Bill Cobbs (pasteur)
- Kym Whitley (en) (Wanda)

### Épisode 29:Anniversaire de mariage, deuxième partie
- États-Unis : 22 mai 2002 sur ABC
- France : 5 janvier 2004 sur M6

- Brian McKnight (lui-même)
- Bill Cobbs (pasteur)
- Kym Whitley (en) (Wanda)